# Heveadorp
Heveadorp est un village situé dans la commune néerlandaise de Renkum, dans la province de Gueldre.